# Franska öppna 2020
Franska öppna 2020 var en Grand Slam-tävling i tennis som avgjordes på Roland Garros i Paris. Huvudtävlingen ägde rum den 27 september till 11 oktober, medan kvaltävlingarna pågick mellan den 21 och den 25 september. Turneringen är den 119:e i ordningen. I tävlingen deltar seniorspelare i singel och dubbel samt juniorer och rullstolsburna i singel och dubbel. 
Detta års tävlingar blev unika, eftersom de framflyttades från maj till slutet av september och början av oktober på grund av Coronaviruspandemin. Antalet åskådare var dessutom begränsat. Franska öppna är den enda Grand Slam-turnering där man fortfarande i avgörande set spelar tills två game skiljer spelarna åt.

## Mästare

### Seniorer

#### Herrsingel
- Rafael Nadal besegrade  Novak Djokovic, 6–0, 6–2, 7–5

#### Damsingel
- Iga Świątek besegrade  Sofia Kenin, 6–4, 6–1

#### Herrdubbel
- Kevin Krawietz /  Andreas Mies besegrade  Mate Pavić /  Bruno Soares, 6–3, 7–5

#### Damdubbel
- Tímea Babos /  Kristina Mladenovic besegrade  Alexa Guarachi /  Desirae Krawczyk, 6–4, 7–5

### Juniorer

#### Pojksingel
- Dominic Stricker besegrade  Leandro Riedi, 6–2, 6–4

#### Flicksingel
- Elsa Jacquemot besegrade  Alina Charaeva, 4–6, 6–4, 6–2

#### Pojkdubbel
- Flavio Cobolli /  Dominic Stricker besegrade  Bruno Oliveira /  Natan Rodrigues, 6–2, 6–4

#### Flickdubbel
- Eleonora Alvisi /  Lisa Pigato besegrade  Maria Bondarenko /  Diana Shnaider, 7–6(7–3), 6–4